# Sakunîha, Nedrîhailiv
Sakunîha (în ucraineană Сакуниха) este localitatea de reședință a comunei Sakunîha din raionul Nedrîhailiv, regiunea Sumî, Ucraina.

## Demografie
Componența lingvistică a localității Sakunîha
     Ucraineană (96,17%)
     Rusă (1,92%)
     Alte limbi (0,38%)
Conform recensământului din 2001, majoritatea populației localității Sakunîha era vorbitoare de ucraineană (96,17%), existând în minoritate și vorbitori de rusă (1,92%) și armeană (1,34%).